# Remipedia
Remipedia é uma classe de crustáceos que foi descrita a partir de uma espécie fóssil em 1955. Desde 1979, cerca de uma dúzia de espécies vivas foram descritas, todas de cavernas submarinas, na Austrália e nas Caraíbas. O maior indivíduo encontrado tinha cerca de 4 cm de comprimento.

## Descrição
Os remípedes têm um corpo translúcido formado por uma cabeça sem olhos, mas com a maior parte dos apêndices típicos dos crustáceos, mas colocados lateralmente e um tronco formado por 10 a 32 segmentos com apêndices birramosos, mas não em forma de filópode. Não apresentam carapaça nem télson, mas os urópodes são bem desenvolvidos. Nadam de costas, como os Anostraca. Têm glândulas de veneno com que matam as suas presas.
Foram considerados "primitivos", mas Fanenbruck et al (2004) demonstraram que, pelo menos uma espécie, Godzilliognomus frondosus, possui um cérebro altamente desenvolvido, com uma grande região olfativa, o que não é de estranhar numa espécie que vive às escuras. O tamanho e complexidade do cérebro desta espécie levou aqueles autores a sugerirem que a classe Remipedia pode ser irmã dos Malacostraca, a mais desenvolvida dos crustáceos.
A classe está dividida em duas ordens:
- Enantiopoda, correspondendo ao membro fóssil deste grupo (Tesnusocaris goldichi), que foi encontrado em Tesnus, Texas, numa formação do período Pensilvaniano inferior (era Paleozóica, período Carbonífero, época Pensilvaniana, com 323 a 290 milhões de anos); e
- Nectiopoda, que agrupa todas as espécies actuais, divididas em duas famílias, Godzilliidae e Speleonidae.